# ジャナンドレア・ガヴァッツェーニ
ジャナンドレア・ガヴァッツェーニ（Gianandrea Gavazzeni、1909年7月25日 - 1996年2月5日）は、イタリアの指揮者、作曲家。ロンバルディア州ベルガモの生まれ。

## 略歴
ベルガモ市ピニョーロ通りに立つ古代のタッソ邸で生まれた。父ジュゼッペは弁護士からイタリア人民党に所属する国会議員に転じた。音楽をとても愛し、オペラ・シーズンの主催者でもあった。母からは散文劇を見る目を養われた。将来の職業に関する確かな感覚は、ベルガモで過ごした幼少期に祖母の腕の中で マスカーニのオペラ「イザボー」を聴いた頃に芽生えたという。
ローマのサンタ・チェチーリア音楽院、1925年にミラノ音楽院ピアノ科に進むと、レンツォ・ロレンツォーニのピアノ・クラス、作曲クラスではヴィンチェンツォ・フェローニ、イルデブランド・ピツェッティおよびマリオ・ピラティに師事した。
長年にわたる見習いや訓練も、ガヴァッツェーニには重要な蓄積となった。1924年から1929年にかけてスカラ座でアルトゥーロ・トスカニーニが監督したすべての歌劇の公演を観る機会に恵まれた。

## スカラ座
1948年から約50年間にわたりミラノ・スカラ座の首席指揮者であり、1965年から1968年には芸術監督を務めた。イタリア・オペラに通暁し、伝統を守る存在だった。生まれ故郷の大先輩であるドニゼッティの作品を蘇演した功績は大である。1976年にはヴェルディの『椿姫』を指揮し、ニューヨークのメトロポリタン歌劇場でのデビューを果たした。また作曲家としてはコンチェルト・ベルガマスコ等のいくつかの協奏曲や独奏曲を書き、評論家としても活躍した。1996年2月5日、86歳でベルガモで没した。
死後、スカラ座はベートーヴェンの交響曲第3番『英雄』の第2楽章をリッカルド・ムーティの指揮で演奏し、その業績を称えた。アルトゥーロ・トスカニーニが亡くなって以来のことである。

## 私生活
ガヴァッツェーニは2度結婚し、デニア・マッツォーラと再婚した。初婚でもうけた子どもに、イタリアのパヴィアの大学教授フランコ・ガヴァッツェーニ（Franco Gavazzeni（イタリア語）文献学者、2008年没）とジュゼッペ・ガヴァッツェーニがある。

## 栄誉栄典
イタリア共和国功労勲章騎士大十字章 1994年3月22日授与、ローマ。

## 主な作品
英語圏で出版されたものを一覧にする。

### 録音資料
- 『Operatic arias and popular song』（「オペラ・アリア集」ロンドン、ポリドール［発売］）CD、録音：1954-1971年。解説書1冊（日本語）NCID BA57010143。
  - ローマ聖チェチーリア音楽院管弦楽団、フィレンツェ五月音楽祭管弦楽団、ニュー・フィルハーモニア管弦楽団。指揮者：アルベルト・エレーデ、フランチェスコ・モリナーリ・プラデルリ、トゥリオ・セラフィン、ランベルト・ガルデルリ、ジャナンドレア・ガヴァッツェーニ、リチャード・ボニング。
- 『Andrea Chenier』（「歌劇『アンドレア・シェニエ』全曲」、ジョルダーノ、デッカ・レコード、ポリドール［発売］）CD2枚組、約108分。NCID BA61554688。録音：1959年6月、1960年。解説書1冊（日本語）。CD1：第1-2幕、POCL-3836（POCL-2041）。CD2：第3-4幕、POCL-3837（POCL-2042）。
  - ローマ聖チェチーリア音楽院合唱団、管弦楽団（合唱指揮: ボナヴェントゥーラ・ソンマ）、指揮:ジャナンドレア・ガヴァッツェーニ
- 『Puccini heroines』（「五大ソプラノ/プッチーニ アリア集」、Sony Classical「SRCR 2079」、1989年頃）CD。解説書1冊（イタリア語、日本語訳付き）NCID BA42999960。
  - ウィーン国立歌劇場合唱団、ニューヨーク・スコラ・カントゥルム合唱団、ロンドン・フィルハーモニー管弦楽団、ニュー・フィルハーモニア管弦楽団、ウィーン国立歌劇場管弦楽団、ニューヨーク・オペラ管弦楽団、ロンドン交響楽団（12曲目）。指揮者：ジョン・プリッチャード、ロリン・マゼール、イヴ・ケラー、ジャナンドレア・ガヴァッツェーニ（12曲目）。録音：12曲目は1974年。その他1976年から1983年。
- 『Arturo Benedetti Michelangeli、the Vatican recordings : authorized English edition』（「ヴァチカンのミケランジェリ」Memoria ABM：999-001、日本コロムビア［発売元］）CD4枚組。録音：1995年。解説書1冊（日本語）。NCID BA43977657。
  - ピアノ曲（1-2枚目、3枚目2曲目）、ピアノとオーケストラ（3枚目1局目、4枚目）
  - アルトゥーロ・ベネデッティ・ミケランジェリ（ピアノ）、ローマ・イタリア放送交響楽団）（disc 3: 1st work、disc 4) ; Massimo Freccia）（disc 3: 1st)、ジャナンドレア・ガヴァッツェーニ（4枚目）。録音：4枚目は1962年4月28日、ヨハネ23世教皇の御前でライブ録音（バチカン市）。
- 『Gianandrea Gavazzeni conducts Wagner Verdi』（Ermitage：ERM 425FT-2）CD1枚（60分）。録音：1996年。解説書1冊（イタリア語、日本語訳）NCID BA56092095。
  - Orchestra Sinfonica dell'Emilia-Romagna "Arturo Toscanini"、指揮：ジャナンドレア・ガヴァッツェーニ。19.03.1993年3月19日、Teatro Comunale（モデナ）、ライブ録音。

### 録画資料
- 『I Lombardi alla prima crociata』G・ヴェルディ作曲、台本：テミストクレ・ソレラ（Kultur：2036V、1984年頃。VHSビデオカセット。）NCID BA8438140X、ISBN 0769720366。
  - 配役：José Carreras（Oronte）、Ghena Dimitrova（Giselda）、Carlo Bini（Arvino）、Silvano Carroli（Pagano）ほか。ミラノ・スカラ座交響楽団・合唱団。指揮：ジャナンドレア・ガヴァッツェーニ。監督：Bryan Large。
- 『L'elisir d'amore : melodramma in due atti di Felice Romani musica di Gaetano Donizetti』（Hardy Classic Video：HCD 4014、20??年。ビデオディスク。）録音：1967年、フィレンツェ。字幕：英語、フランス語、イタリア語、スペイン語。NCID BB18691784。
  - 配役：Renata Scotto（Adina）、Carlo Bergonzi（Nemorino）、Giuseppe Taddei（Belcore）、Carlo Cava（Dulcamara）、Renza Jotti（Giannetta）。フィレンツェ五月音楽祭交響楽団・合唱団。指揮：ジャナンドレア・ガヴァッツェーニ。監督：イザベラ・クアラントッティ・デ・フィリッポ（Isabella Quarantotti de Filippo）。